# دزموند توتو
اسقف اعظم دزموند مپیلو توتو (به انگلیسی: Desmond Mpilo Tutu) (۷ اکتبر ۱۹۳۱ – ۲۶ دسامبر ۲۰۲۱) از فعالان صلح و رهبران جنبش ضدآپارتاید آفریقای جنوبی بود. در سال ۱۹۸۴ برنده جایزه نوبل صلح شد. کتابی به نام کتاب شادی (شادمانی استوار در دنیایی ناپایدار) که گفتگوی اسقف دزموند توتو با چهاردهمین دالایی لاما می‌باشد در سال ۲۰۱۶ منتشر شد ژانر این کتاب خودیاری نیز هست.
از جمله نهادهایی که در مبارزه علیه تبعیض‌نژادی در آفریقای جنوبی در خط اول قرار داشت و هم در به ثمر نشستن مبارزات نقشی تعیین‌کننده ایفا کرد، کلیسا بود به رهبری «دزموند توتو» اسقف اعظم کلیسای انگلیکن در آفریقا. او سال‌ها پیش از سرنگونی رژیم آفریقای جنوبی، طی نامه‌ای خطاب به دو تن از رؤسای جمهور آن یعنی «ورستر» (Vorster) و «بوتا» (Botha) هشدار داد که چنانچه نظام آپارتاید برچیده نشود کشور دچار آشوب و هرج و مرج خواهد شد. اسقف توتو بود که هزاران سیاه‌پوست خشمگینی را که در خیابان‌های ژوهانسبرگ خواهان انتقام‌جویی بودند به آرامش فرا می‌خواند، در آیین خاکسپاری قربانیان نظام آپارتاید سخن می‌گفت، و مجامع بین‌المللی را به اِعمال تحریم‌های اقتصادی علیه حکومت آپارتاید ترغیب می‌کرد. هنگامی که او در سپتامبر سال ۱۹۸۹ تظاهراتی متشکل از سی هزار نفر را در خیابان‌های «کیپ تاون» در اعتراض به تداوم سیاست‌های تبعیض‌نژادی سازمان‌دهی کرد، «دِکلرک» (de Klerk) رئیس‌جمهور جدید آفریقای جنوبی دریافت که زمان تغییر فرا رسیده‌است.
اسقف توتو نه تنها در مبارزات علیه آپارتاید نقش کلیدی ایفا کرد، بلکه پس از پیروزی نیز «کمیتهٔ حقیقت و سازش» را تشکیل داد که ماهیتی کاملاً مسیحی داشت. این کمیته اعلام کرد که تمام کسانی که در دوران آپارتاید مرتکب نقض حقوق بشر شده‌اند، اگر به خطاهای خود اعتراف کنند مورد بخشش قرار خواهند گرفت.
وی هم‌چنین عضو سازمان ریش‌سفیدان بود که برای برقراری صلح در جهان تلاش می‌کنند و نلسون ماندلا، جیمی کارتر نیز در آن عضویت داشتند.
| پیشین: لخ والسا | برنده جایزه صلح نوبل ۱۹۸۴ | پسین: سازمان بین‌المللی پزشکان طرفدار جلوگیری از جنگ هسته‌ای |